# Klaus Herrmann (Bauforscher)
Klaus Herrmann (* 21. März 1940 in Berlin; † 27. November 2015 in München) war ein deutscher Bauforscher.
Klaus Herrmann absolvierte das mathematisch-naturwissenschaftliche Gymnasium in Berlin. Er studierte Architektur an der Technischen Universität Berlin und beendete dieses Studium 1969 mit dem Diplom. Großen Einfluss auf ihn übten die Baugeschichtsvorlesungen von Ernst Heinrich aus. Auf Vermittlung von Heinrich wurde er studentische Hilfskraft von Emil Kunze und Alfred Mallwitz für die Olympiagrabung. Ab 1974 hatte er ein Forschungsstipendium des Deutschen Archäologischen Instituts. Von 1976/77 bis 1983 war er Assistent von Gottfried Gruben am Münchener Lehrstuhl für Baugeschichte an der Technischen Universität München. Ab Juli 1969 war er Mitarbeiter der Olympiagrabung. Im Jahr 1985 wurde er als Nachfolger von Alfred Mallwitz Grabungsarchitekt. Herrmann war von 1992 bis 2005 stellvertretender Grabungsleiter. Die Stelle wurde nicht wieder besetzt. Auch im Ruhestand übernahm er für weitere zehn Jahre zahlreiche Aufgaben eines Grabungsarchitekten. Er war verheiratet und hatte einen Sohn.
Herrmann widmete sich fünf Jahrzehnte lang den Forschungen in Olympia, vor allem den Monumenten, ihrer Erforschung und ihrer Präsentation. Immer wieder beschäftigte er sich in Olympia mit der Architektur der auf einer Terrasse am Fuß des Kronoshügels aufgereihten Schatzhäuser. Seine Beobachtungen zur Schatzhausarchitektur hat er 1974 während des internationalen Kolloquiums anlässlich der Hundertjahrfeier der Olympiagrabung referiert. Herrmann befasste sich ausführlich mit der Ruine des Schatzhauses von Sikyon. Die von ihm geplante Teilrekonstruktion konnte in den Jahren 1975 bis 1977 realisiert werden. Höhepunkt bei der baugeschichtlichen Rekonstruktion war die Wiedererrichtung einer der Ringhallen-Säulen des Zeustempels. Eingehend arbeitete er auch zum Schatzhaus von Gela. 